# Pat Swilling
Patrick Travis Swilling (* 25. Oktober 1964 in Toccoa, Georgia) ist ein ehemaliger US-amerikanischer American-Football-Spieler. Er spielte in seiner Karriere bei den New Orleans Saints, Detroit Lions und den Oakland Raiders in der National Football League (NFL) auf der Position des Linebackers und des Defensive End.
Swilling spielte in seiner Karriere sechs Play-off-Spiele und verlor alle, kein anderer Spieler verlor in der NFL so oft, ohne einmal zu gewinnen.

## Frühe Jahre
Swilling ging in seiner Geburtsstadt Toccoa auf die Highschool. Später ging er auf das Georgia Institute of Technology, hier spielte er College Football für die Georgia Tech Yellow Jackets. Am 30. April 2009 wurde Swilling in die College Football Hall of Fame aufgenommen.

## NFL

### New Orleans Saints
Swilling wurde im NFL-Draft 1986 von den New Orleans Saints in der dritten Runde an 60. Stelle ausgewählt. Er ging als Backup-Linebacker in seine erste Saison und erzielte 26 Tackles und vier Sacks. Ab seiner zweiten NFL-Saison war er Starter auf seiner Position. Zusammen mit Rickey Jackson bildete er die Edge Rusher der Dome Patrol Defense der Saints, die die NFL ab Mitte der 1980er bis Anfang der 1990er dominierte. In der NFL-Saison 1991 erzielte er 60 Tackles, erzwang sechs Fumbles und 17 Sacks und wurde zum NFL Defensive Player of the Year gewählt. Von der Saison 1989 bis 1992 wurde er vier Mal für den Pro Bowl nominiert. 1991 und 1992 wurde er zudem zum First-team All-Pro gewählt, womit er zum ersten Saints-Verteidiger wurde, dem dies zwei Mal gelangt.

### Detroit Lions
Zur Saison 1993 wurde er gegen einen Erst- und Viertrundenpick zu den Detroit Lions getradet. Zudem zahlten sie Swilling 1,4 Millionen US-Dollar um eine No-Trade-Klausel aus seinem Vertrag zu streichen, den sie ihm selbst in den Vertrag geschrieben hatten, als sie vor der Saison 1992 versuchten den Restricted Free Agent Swilling zu verpflichten, wobei die Saints allerdings mit dem Vertrag gleichzogen. In seiner ersten Saison für die Lions wurde er zum insgesamt fünften Mal für den Pro Bowl nominiert. Auch 1994 spielte er für die Lions. In beiden Saisons gelangte er mit den Lions in die Play-offs. Nachdem er bei den Saints noch fast elf Sacks pro Saison erzielen konnte, schaffte er bei den Lions insgesamt nur zehn.

### Oakland Raiders
Im April Saison 1995 unterschrieb er bei den Oakland Raiders. Er erhielt einen Einjahresvertrag über 500.000 US-Dollar Grundverdienst und bis zu 2 Millionen Dollar möglicher Gesamtverdienst. Hier wechselte er auf die Position des rechten Defensive End. Während der Training Camps der Saison 1997 gab er seinen Rücktritt bekannt. Zur Saison 1998 kam er zu den Raiders aus dem Ruhestand zurück. Für die Raiders spielte er in allen 48 Spielen, 32 davon von Beginn an. Er erzielte dabei 21 Sacks, erzwang sieben Fumbles und eroberte zwei Fumble.

## Persönliches
Sein Sohn Pat Swilling Jr. spielte College-Basketball für die University of Tulsa.